# Mitsukuri Rinshō
Mitsukuri Rinshō est un nom japonais traditionnel ; le nom de famille (ou le nom d'école), Mitsukuri, précède donc le prénom (ou le nom d'artiste).
Le baron Mitsukuri Rinshō (箕作麟祥), 19 septembre 1846 - 29 novembre 1897, est un homme d'État et juriste japonais de l'ère Meiji.

## Premières années
Mitsukuri est né à Edo (actuel Tokyo) dans une famille d'érudits travaillant pour le bakufu Tokugawa. Il a étudié le Rangaku et a reçu un poste au Bansho Shirabesho, l'institut d'étude du shogun de la technologie étrangère. En 1867, il a été choisi pour accompagner l'ambassade du Shogunat à l'exposition universelle de Paris, ce qui s'est avéré être un déclic pour lui.

## Administration Meiji
À son retour au Japon, Mitsukuri est entré dans le récent gouvernement de Meiji comme traducteur. Il a travaillé étroitement avec des conseillers français, particulièrement avec Gustave Émile Boissonnade de Fontarabie pour la rédaction du nouveau droit commercial du Japon et sur le Code civil. Il a également été membre du Genrōin ("Chambre des Anciens"), et faisait partie du Meirokusha.
Plus tard, il a été Vice-Ministre de la Justice de 1888 à 1889, membre de la Chambre des pairs et juge à la Cour Administrative. Il était également le président de l'université de Wafutsu, l'héritière de l'université Hōsei. Peu avant sa mort, il a été anobli du titre de danshaku (baron) suivant le système nobiliaire du kazoku.

## Source
- (en) Cet article est partiellement ou en totalité issu de l’article de Wikipédia en anglais intitulé « Mitsukuri Rinsho » (voir la liste des auteurs).